# Танцювальні пісні
Танцюва́льні пісні́ або Танко́ві пісні́ — це веселі жартівливі чи ліричного характеру співанки до танцю. 
Згадки про них сягають давніх часів. За своїм походженням ці пісні, очевидно, пов'язані з календарно-обрядовою піснями, які супроводжували магічні танцювальні рухи і ритуали. Найбільша близькість проявляється до веснянок, серед яких є чимало жартівливих зі звертаннями дівчат до хлопців і навпаки. Термін «танкові пісні» об'єднує декілька жанрових різновидів, для яких характерні специфічні ритмічні форми. 
Танцювальні пісні мають стійку ритмічну будову, що пояснюється тим, що у їх творенні провідна 
роль належить саме ритмо-мелодичному компоненту.
Танцювальні пісні, завдяки своєму тематичному багатству, виконуються як в обрядових дійствах, так і в позаобрядових.

### Коломийка
Найпоширеніший жанр — коломийка. Можна виділити три основні групи:
- 1. Коломийки у первісному їх значенні як співанки до танцю, де основна тема — пісні, танці, гуляння, музики
- 2. Коломийки родинно-побутового змісту, в якій виділяються:

а) про кохання і залицяння;

б) про сімейне (родинне) життя.
- 3. Суспільно-побутові, де зустрічаються практично всі теми суспільно-побутових ліричних пісень:

а) наймитсько-заробітчанські;

б) рекрутські;

в) опришківсько-гайдамацькі;

г) емігрантські;

Коломийки, як танкові пісні, охоплюючи весь спектр життя народу розвинулись у самостійний ліричний жанр. В них проявляються риси національного побуту і колориту, елементи інших видів народної культури.

### Шумки
Шумки за своїм походженням вийшли з обрядової лірики, зокрема з веснянок, які супроводжувались танцювальними рухами. Їх назва походить з обряду «закликання шуму», тому для них характерне використання звуконаслідування та алітерації.
Тематика шумок урізноманітнилася, відійшла від обрядової основи, але вони зберегли специфічний танковий ритм. Як правило, це жартівливі сатиричні пісні про кохання, невдале побачення, залицяння кума до куми, родинні перипетії тощо.

### Козачки
Дуже схожі змістом і формою до шумок козачки. Вони походять із Наддніпрянщини, на що вказує і сама назва жанру «козачок» від «козак». Цей жанр широко побутує на всій території України упродовж кількох століть. Козачки відрізняються від коломийок не тільки побудовою строф та ритм, а й тим, що козачок співається тільки при танці, а коломийка скрізь.

### Краков'як
Краков'яки (лемківські танкові пісні) дуже різноманітні, чим споріднені з коломийками (відбивають подробиці побуту, життєві ситуації, різні настрої). Для них характерна  легкість імпровізації, але побутують лише в репертуарі Лемківщини та на Покутті.

### Частівки
На Сході України (особливо в промислових регіонах) набули популярності російські частушки (українська назва — частівки) які, як правило, виконуються російською мовою. Їх тематика в основному носить сатиричний характер, більше торкається соціальних явищ (стосовно політичних подій чи постатей) ніж побутових. Цей вид пісень запозичений із російської народної культури. Більшість українських фольклористів дорадянської доби сходились на думці, що частівки є ознакою не тільки денаціоналізації, а й деморалізації представників українського етносу.

### Інші види
До танкових пісень також відносять гопачки, чабарашки, дрібушки та інші. Їх мелодії характеризуються специфічними динамічними ритмами, а тексти чіткістю побудови строфи, лаконізмом вислову, гумористичною чи сатиричною спрямованістю. 